# Jednostka regionalna Kalimnos
Jednostka regionalna Kalimnos (nwgr.: Περιφερειακή ενότητα Καλύμνου) – jednostka administracyjna Grecji w regionie Wyspy Egejskie Południowe. Powołana do życia 1 stycznia 2011 w wyniku przyjęcia nowego podziału administracyjnego kraju. W 2021 roku liczyła 31 tys. mieszkańców.
W skład jednostki wchodzą gminy:
- Agatonisi (2),
- Astipalea (3),
- Kalimnos (1),
- Lipsi (4),
- Leros (5),
- Patmos (6).